# Хайнрих II фон Верл
Хайнрих II фон Верл (на немски: Heinrich II von Werl, Hermelin * ок. 1050, † 14 октомври 1127) е епископ на Падерборн (1084 – 1127).

## Биография
Той е третият син на Бернхард II (1010 – 1070), граф на Верл и във Фризия. Баща му е внук на Герберга Бургундска († 1019), дъщеря на бургундския крал Конрад III от род Велфи, и роднина на императрица Гизела Швабска и на император Хайнрих III.
Както фамилията му и Хайнрих II е привърженик на император Хайнрих IV. Той става пропст на манастир Св. Симон и Юда при Кайзерпфалц към Гослар. Част от наследството си той продава на брат си Конрад, за да има достатъчно средства за купуването на епископската служба в Падерборн. С помощта на брат му императорът и антипапа Климент III го признават през 1084 г. за епископ.
Хайнрих II помага на манастири, подарява олтар на катедралата на Падерборн.